# Nadjezjda Mandelstam

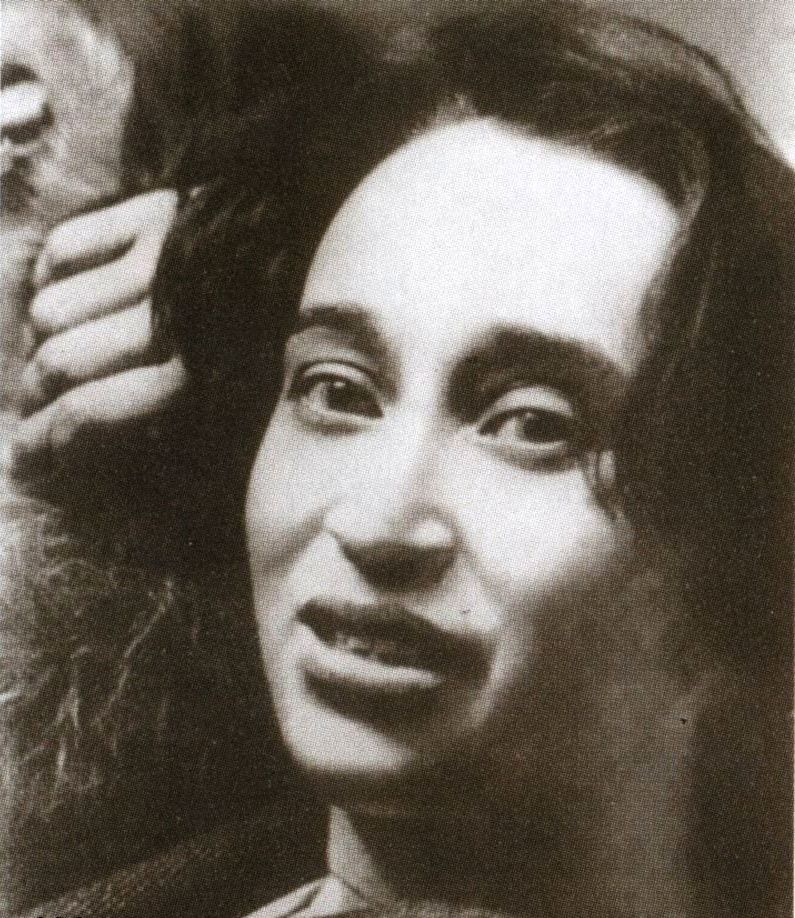
Nadjezjda Mandelstam, 1922

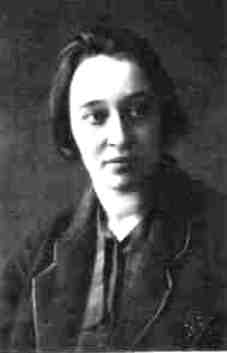
In 1925

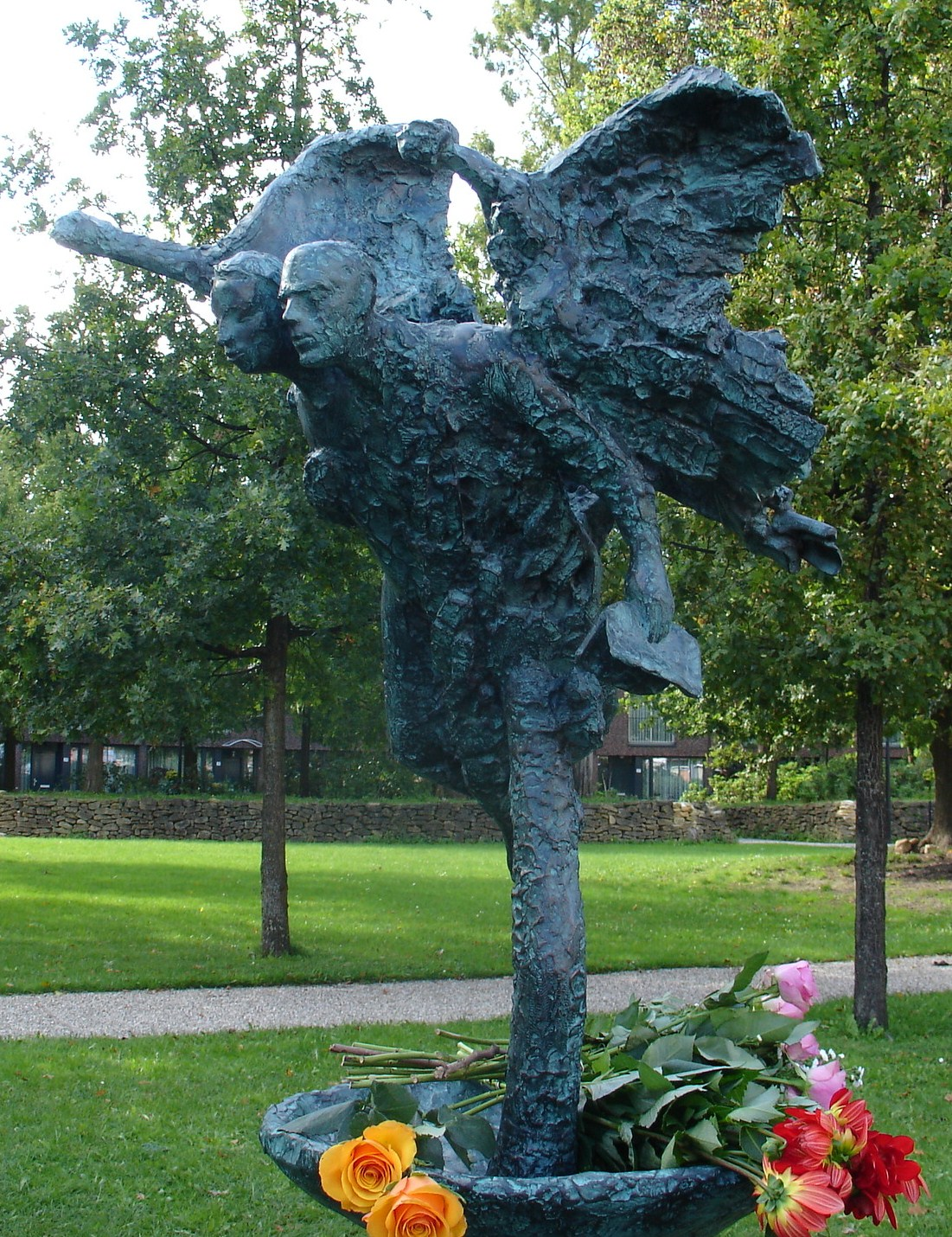
Monument voor de liefde, bronzen kunstwerk van Hanneke de Munck en Chatsjatoer Bjely

Nadezjda Jakovlevna Mandelstam (Russisch: Надежда Яковлевна Мандельштам, geboren als Nadezjda Jakovlevna Chazina (Russisch: Надежда Яковлевна Хазина) (Saratov, 31 oktober 1899 - Moskou, 29 december 1980) was een Russisch dissidente schrijfster en echtgenote van de dichter Osip Mandelstam.

## Leven
Mandelstam groeide op in een Joodse familie in Kiev, waar ze kunstgeschiedenis studeerde.
In 1921 huwde ze met Osip Mandelstam. Osip werd in 1934 gearresteerd en samen met Nadezjda verbannen vanwege zijn epigram met een voor Stalin beledigende inhoud.
Na Osips tweede arrestatie en overlijden in een doorvoerkamp in 1938 leidde Mandelstam een zwervend bestaan om arrestatie te voorkomen, waarbij ze regelmatig van adres en baan wisselde. Ze zag het als haar levenstaak de poëzie van Osip te bewaren voor het nageslacht. Ze leerde daarvoor het oeuvre van haar man uit haar hoofd.
Ze was, evenals haar man, bevriend met Anna Achmatova. Ze overleefde de Tweede Wereldoorlog met Achmatova in Tasjkent.

## Memoires
Na Stalins dood kon Mandelstam terugkeren naar Moskou en publiceerde ze haar tweedelige memoires, aanvankelijk alleen in het Westen. De boeken geven een inzicht in de levenswijze van dissidente burgers in het Rusland onder Stalin. Ze bevatten een epische analyse van haar leven en een scherpe kritiek op het verval van de sovjetmoraal in de jaren twintig van de twintigste eeuw en daarna. Iedereen kon een verklikker zijn of worden. Iedereen die het regime onwelgevallig was kon worden veroordeeld. Een leven in volstrekte anonimiteit, of zoals Mandelstam zegt, door zo stil te zijn als water en zo kort als gras, leek de beste mogelijkheid om te overleven.
Naar aanleiding van de angsten die haar man moest doorstaan en die leidden tot een zelfmoordpoging van zijn kant, kwam Nadezjda tot een interessante beschrijving van het creatieve proces van een dichter en de psychische kwetsbaarheden die daarmee samenhangen. Ze legde er de nadruk op dat een gedicht ontstaat vanuit het onderbewuste en niet door bewuste associatie. Het daaropvolgende zoekproces naar woorden is een proces dat de dichter geheel in beslag neemt.
In 1979 droeg Mandelstam haar Osip Mandelstam-archieven over aan de Princeton University. Ze stierf op 81-jarige leeftijd.

## Monument
In de Nadezjda Mandelstamstraat in Amsterdam staat het gedenkbeeld Monument voor de liefde voor Nadezjda en Osip Mandelstam, gemaakt door Hanneke de Munck en Chatsjatoer Bjely. Naar aanleiding van de onthulling van het gedenkbeeld in september 2015 verscheen tevens een gelegenheidsuitgave, Monument voor de liefde - Osip en Nadezjda Mandelstam, met zeven gedichten van Osip Mandelstam, in een vertaling door Nina Targan Mouravi.

## Herdenkings-essay Brodsky
Joseph Brodsky herdacht haar in zijn essay Nadezjda Mandelstam (1899 - 1980). Een overlijdensbericht (Nederlandse vertaling in Tussen iemand en niemand, Bezige Bij, Amsterdam, 1987, pp. 150 - 161). Brodsky schreef: "In ontwikkelde kringen, in het bijzonder onder literatoren, is het zijn van een weduwe van een groot man genoeg om een eigen identiteit aan te ontlenen. Dat is in het bijzonder het geval in Rusland, waar het regime in de jaren dertig en veertig met een dermate grote effectiviteit schrijversweduwen produceerde dat er in het midden van de jaren zestig genoeg rondliepen om een vakbond mee te organiseren". Hij prijst haar als een buitengewoon krachtige persoonlijkheid.